# Flayosc
Flayosc ist eine französische Gemeinde mit 4514 Einwohnern (Stand 1. Januar 2022) im Département Var in der Region Provence-Alpes-Côte d’Azur. Sie gehört zum Arrondissement Draguignan und ist Mitglied im Gemeindeverband Dracénie Provence Verdon Agglomération. Die Bewohner werden Flayoscais und Flayoscaises genannt.

## Geografie
Flayosc liegt in der Provence nur wenige Kilometer westlich der Unterpräfektur Draguignan in einer fruchtbaren, leicht hügeligen Landschaft. Das Gebiet wird durch die drei Bäche Florieille, Rimalte und Pontlachade bewässert. 
Umgeben wird Flayosc von den sechs Nachbargemeinden:
| Tourtour             |                                             | Ampus      |
| Villecroze           | Kompassrose, die auf Nachbargemeinden zeigt | Draguignan |
| Saint-Antonin-du-Var | Lorgues                                     |            |

## Geschichte
Im nahegelegenen heutigen Ortsteil Le Flayosquet befand sich eine römische Nekropole. Eine weitere Nekropole, Wohnräume und Straßen gab es in Saint-Pierre-de-Lavenon und nur wenig entfernt in La Basse Vaure.
Bereits im Jahr 1050 wurde der Ort Flaiosc genannt. 1388 befand sich Flayosc unter der Herrschaft von Villeneuve, die 1657 an die Herren von Clumanac und Périer übergeben und 1678 als Marquisat eingerichtet wurde. Da der Herrschaftswechsel von 1657 wieder zurückgenommen wurde, übernahmen die Villeneuve auch das neu errichtete Marquisat.
1589 wurde der Ort durch Truppen, angeführt von La Valette, ausgeraubt und niedergebrannt. 16 Einwohner und der Gutsherr wurden erschlagen.
Im Mai 1792 zerstörte die Bevölkerung unter Führung des Bürgermeisters das Schloss. Die Herrschaft floh nach Straßburg.

## Bevölkerungsentwicklung
| Flayosc: Einwohnerzahlen von 1793 bis 2016                                                                                 | Flayosc: Einwohnerzahlen von 1793 bis 2016 | Flayosc: Einwohnerzahlen von 1793 bis 2016 | Flayosc: Einwohnerzahlen von 1793 bis 2016 | Flayosc: Einwohnerzahlen von 1793 bis 2016 |
| --- | ------------------------------------------ | ------------------------------------------ | ------------------------------------------ | ------------------------------------------ |
| Jahr |                                            |                                            |                                            | Einwohner                                  |
| 1793 | 1793                                       |                                            | 2.950                                      | 2.950                                      |
| 1800 | 1800                                       |                                            | 2.804                                      | 2.804                                      |
| 1806 | 1806                                       |                                            | 2.780                                      | 2.780                                      |
| 1821 | 1821                                       |                                            | 2.542                                      | 2.542                                      |
| 1831 | 1831                                       |                                            | 2.606                                      | 2.606                                      |
| 1836 | 1836                                       |                                            | 2.640                                      | 2.640                                      |
| 1841 | 1841                                       |                                            | 2.626                                      | 2.626                                      |
| 1846 | 1846                                       |                                            | 2.731                                      | 2.731                                      |
| 1851 | 1851                                       |                                            | 2.970                                      | 2.970                                      |
| 1856 | 1856                                       |                                            | 2.726                                      | 2.726                                      |
| 1861 | 1861                                       |                                            | 2.786                                      | 2.786                                      |
| 1866 | 1866                                       |                                            | 2.904                                      | 2.904                                      |
| 1872 | 1872                                       |                                            | 2.805                                      | 2.805                                      |
| 1876 | 1876                                       |                                            | 2.781                                      | 2.781                                      |
| 1881 | 1881                                       |                                            | 2.800                                      | 2.800                                      |
| 1886 | 1886                                       |                                            | 2.624                                      | 2.624                                      |
| 1891 | 1891                                       |                                            | 2.514                                      | 2.514                                      |
| 1896 | 1896                                       |                                            | 2.411                                      | 2.411                                      |
| 1901 | 1901                                       |                                            | 2.103                                      | 2.103                                      |
| 1906 | 1906                                       |                                            | 1.968                                      | 1.968                                      |
| 1911 | 1911                                       |                                            | 1.755                                      | 1.755                                      |
| 1921 | 1921                                       |                                            | 1.413                                      | 1.413                                      |
| 1926 | 1926                                       |                                            | 1.445                                      | 1.445                                      |
| 1931 | 1931                                       |                                            | 1.239                                      | 1.239                                      |
| 1936 | 1936                                       |                                            | 1.178                                      | 1.178                                      |
| 1946 | 1946                                       |                                            | 1.147                                      | 1.147                                      |
| 1954 | 1954                                       |                                            | 1.040                                      | 1.040                                      |
| 1962 | 1962                                       |                                            | 1.312                                      | 1.312                                      |
| 1968 | 1968                                       |                                            | 1.454                                      | 1.454                                      |
| 1975 | 1975                                       |                                            | 1.867                                      | 1.867                                      |
| 1982 | 1982                                       |                                            | 2.384                                      | 2.384                                      |
| 1990 | 1990                                       |                                            | 3.233                                      | 3.233                                      |
| 1999 | 1999                                       |                                            | 3.924                                      | 3.924                                      |
| 2006 | 2006                                       |                                            | 4.289                                      | 4.289                                      |
| 2011 | 2011                                       |                                            | 4.393                                      | 4.393                                      |
| 2016 | 2016                                       |                                            | 4.318                                      | 4.318                                      |
| Quelle(n): EHESS/Cassini bis 1999, INSEE ab 2006 Anmerkung(en): Ab 1962 offizielle Zahlen ohne Einwohner mit Zweitwohnsitz |                                            |                                            |                                            |                                            |

## Sehenswürdigkeiten
Das malerische Ortszentrum mit seinen mittelalterlichen Gassen liegt um den ausgedehnten Kirchbau auf einer leichten Anhöhe.
Auf der Place de la République befinden sich als Monument historique ausgezeichnete Springbrunnen.
Eine Ölmühle aus dem 13. Jahrhundert ist in Le Flayosquet zu sehen.
- Landgut Les Treilles aus dem 20. Jahrhundert. Um die Gäste der Stiftung willkommen zu heißen und unterzubringen, hat sich Anne Gruner Schlumberger vorgenommen, auf diesem riesigen Gelände ein Dutzend Häuser im provenzalischen Stil zu renovieren oder zu bauen, die in die natürliche Umgebung integriert sind. Das Landgut ist seit 2009 als Monument historique eingeschrieben.
- Kirche Saint-Laurent
- Kapelle Saint-Augustin

Museum
Das Museum für naive Kunst zeigt 250 Werke.

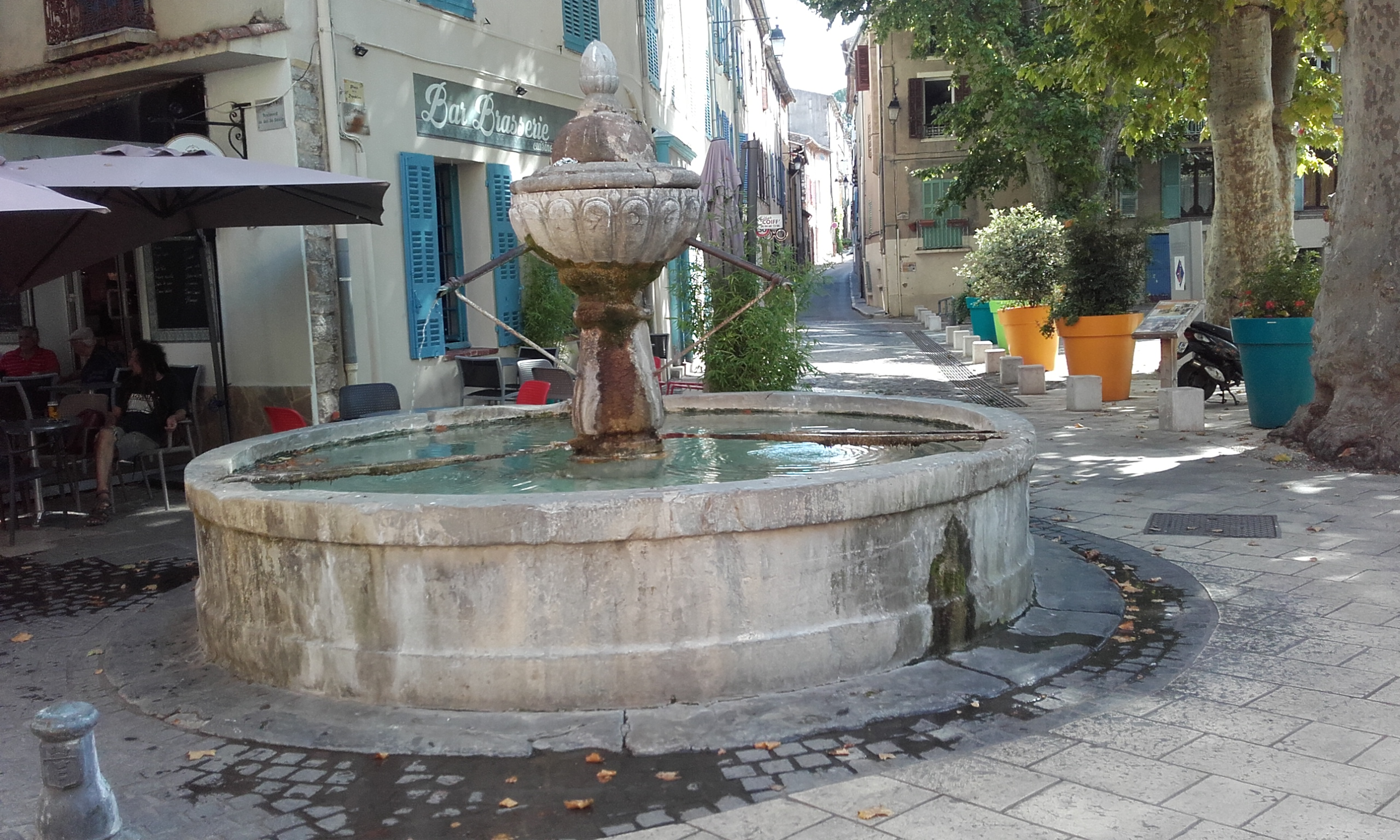
Brunnen an der Place de la République
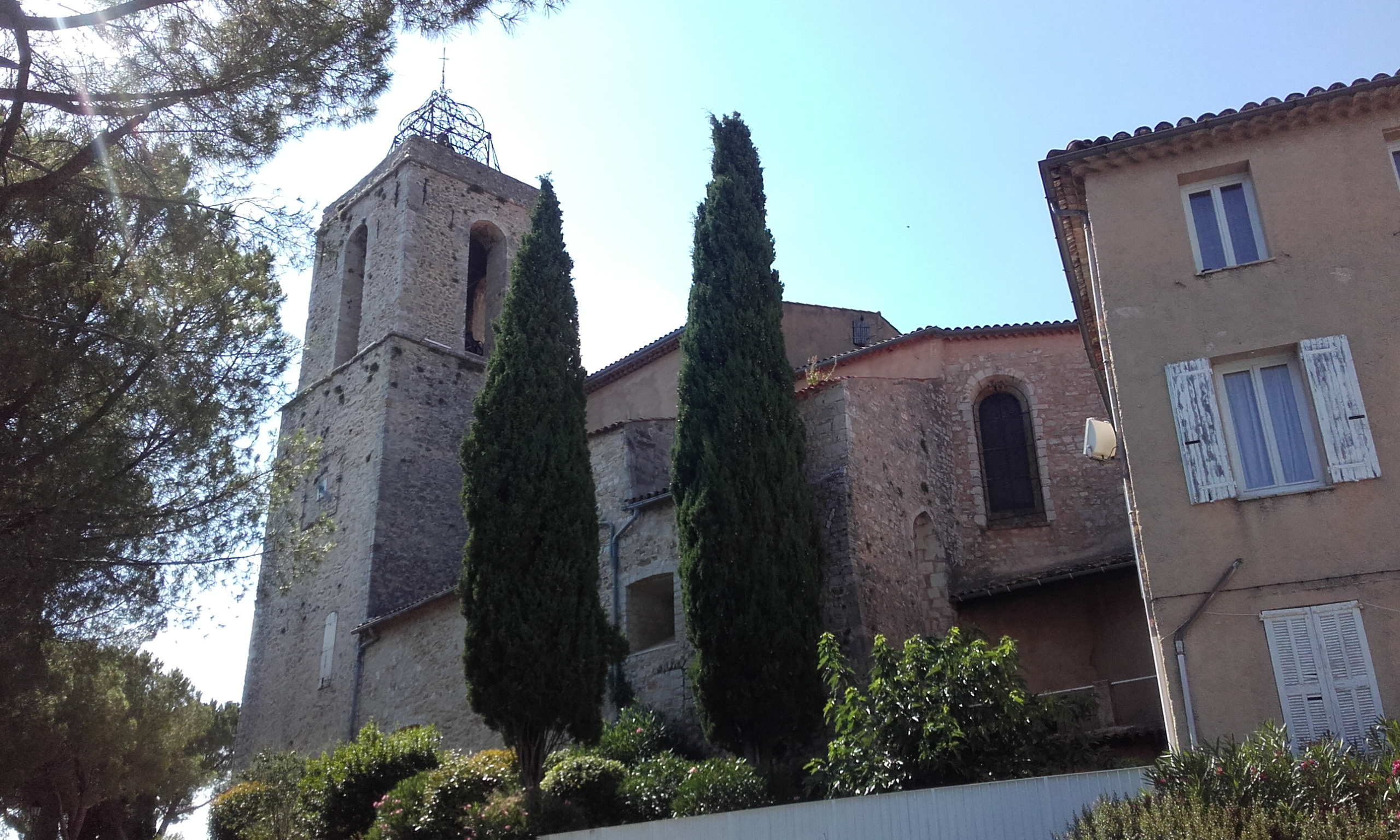
Kirche Saint-Laurent
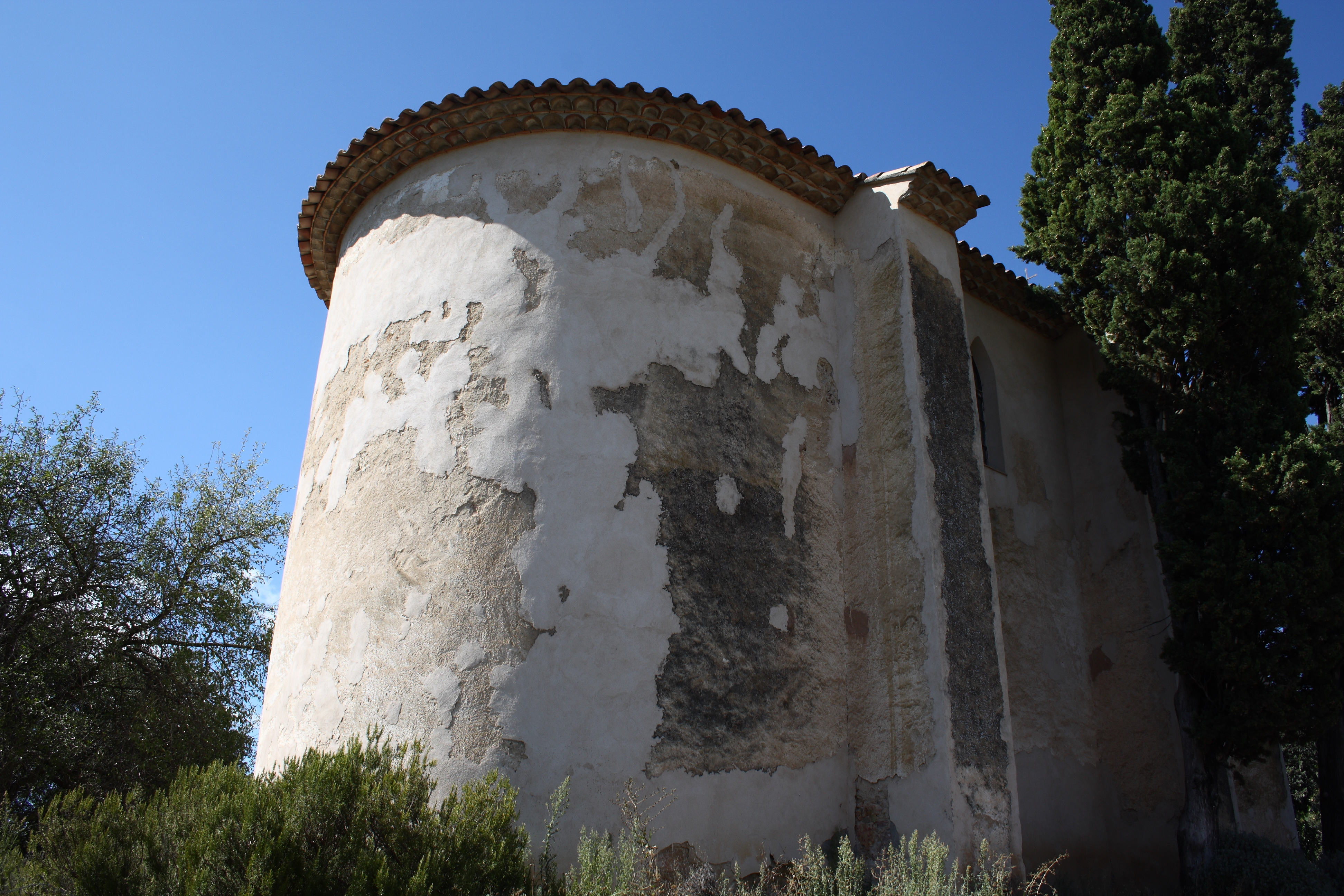
Kapelle Saint-Augustin, Apsis

## Persönlichkeit
- Joseph Collomp (1865–1946), Politiker